# Tidarren apartiolum
Tidarren apartiolum är en spindelart som beskrevs av Knoflach och van Harten 2006. Tidarren apartiolum ingår i släktet Tidarren och familjen klotspindlar.
Artens utbredningsområde är Madagaskar. Inga underarter finns listade i Catalogue of Life.